# Bumi Makmur (Mesuji Raya)
Bumi Makmur is een bestuurslaag in het regentschap Ogan Komering Ilir van de provincie Zuid-Sumatra, Indonesië. Bumi Makmur telt 1725 inwoners (volkstelling 2010).